# 科希夫 (捷季耶夫區)
49°29′22″N 29°35′29″E / 49.48944°N 29.59139°E
科希夫（烏克蘭語：Кошів）是位於烏克蘭北部的村莊，由基辅州白采爾克瓦區的泰蒂伊夫市鎮負責管轄。該村始建於1629年，面積2平方公里，海拔高度183米，2001年人口646，人口密度每平方公里324.3人。